# Things We Do for Love
För andra betydelser, se Things We Do for Love (olika betydelser).
"Things We Do For Love" är en R&B-låt framförd av den amerikanska sångaren Horace Brown, komponerad av Edward Ferrell till Browns självbetitlade debutalbum Horace Brown (1996).
Instrumentalt sett består midtempo-låten av en jämn basgång och gitarr. Framföraren sjunger om att köpa dyra saker till sin flickvän- sånt som man gör av kärlek. I bryggan sjunger Brown; "Sailing on a cruise at night, gazing at the ocean and the moonlight, yeah yeah, taking you to paradise". "Things We Do For Love" gavs ut som den andra singeln från sångarens skiva den 25 juni 1996. Den 13 juli debuterade låten på USA:s R&B-lista Hot R&B/Hip-Hop Songs. Under en tre veckor lång period klättrade singeln 14 placeringar (57 - 43) på listan. Den 7 september samma år nådde låten sin topp-position; en fyrtionde plats. I julis utgåva av Billboard Magazine hade låten tagit sig till första platsen på Bubbling Under Hot 100 Singles. Följande månad debuterade singeln på en 95:e plats på Billboard Hot 100 men föll ur listan veckan efter. Internationellt tog sig låten aldrig in på några singellistor förutom i Storbritannien, där "Things We Do For Love" klättrade till en 27:e plats på UK Singles Chart.
Musikvideon för singeln regisserades av Brett Ratner. Albumspåret "Why Why Why" gavs ut som singelns b-sida. Låten komponerades av Horace Brown, Chad Elliot och James Wright.

## Format och innehållsförteckning
| - Amerikansk CD/Maxi-singel 1. "Things We Do For Love" - Eddie F's Paradise Mix (Clean) Featuring Jay-Z - 4:58 2. "Things We Do For Love" - Clark Kent (Remix Edit) Featuring Jay-Z - 4:07 3. "Things We Do For Love" - Eddie F's Paradise Mix (Edit) Featuring Jay-Z - 4:10 4. "Things We Do For Love" - Clark Kent (Instrumental) - 4:21 5. "Things We Do For Love" - A Cappella (Featuring Jay-Z) - 4:54 - Amerikansk promo-singel 1. "Things We Do For Love" (Radio Edit) - 4:04 2. "Things We Do For Love" (LP Version) - 4:58 3. "Things We Do For Love" (Instrumental) - 4:56 4. "Things We Do For Love" (A Cappella) - 4:50 | - Brittisk CD/Maxi-singel 1. "Things We Do For Love" (Radio Edit) 2. "Things We Do For Love" (Eddies F's Mix (Clean) Rap [Featuring] – Jay-Z 3. "Things We Do For Love" (Instrumental) 4. "Lady" (Bonuslåt) - 4:04 - Brittisk vinyl-singel 1. "Things We Do For Love" (Radio Edit) - 4:03 2. "Things We Do For Love" (Eddies F's Paradise Mix) - 4:55 3. "Things We Do For Love" (Instrumental) - 4:49 4. "Lady" (Bonuslåt) - 4:04 |

## Listor
| Listor (2006)                                            | Topp position |
| -------------------------------------------------------- | ------------- |
| Storbritanniens UK Singles Chart                         | 12            |
| Amerikanska Bubbling Under Hot 100 Singles               | 1             |
| Amerikanska Billboard Hot 100                            | 95            |
| Amerikanska Billboard Hot Dance Music/Maxi-Singles Sales | 13            |
| Amerikanska Billboard Hot R&B/Hip-Hop Airplay            | 53            |
| Amerikanska Billboard Hot R&B/Hip-Hop Songs              | 40            |